# Lijst van voetbalinterlands Azerbeidzjan - Servië
Deze lijst van voetbalinterlands is een overzicht van alle officiële voetbalwedstrijden tussen de nationale teams van Azerbeidzjan en Servië. De landen speelden tot op heden vijf keer tegen elkaar. De eerste ontmoeting, een kwalificatiewedstrijd voor het Europees kampioenschap voetbal 2008, werd gespeeld in Belgrado op 2 september 2006. Het laatste duel, een kwalificatiewedstrijd voor het Wereldkampioenschap voetbal 2022, vond plaats op 12 oktober 2021 in de Servische hoofdstad.

## Wedstrijden
| № | Plaats       | Datum            | Competitie           | Wedstrijd             | Uitslag |
| - | ------------ | ---------------- | -------------------- | --------------------- | ------- |
| 1 | Belgrado     | 2 september 2006 | EK 2008 kwalificatie | Servië – Azerbeidzjan | 1 – 0   |
| 2 | Bakoe        | 17 oktober 2007  | EK 2008 kwalificatie | Azerbeidzjan – Servië | 1 – 6   |
| 3 | Sankt Pölten | 7 juni 2015      | Vriendschappelijk    | Servië − Azerbeidzjan | 4 − 1   |
| 4 | Bakoe        | 30 maart 2021    | WK 2022 kwalificatie | Azerbeidzjan − Servië | 1 − 2   |
| 5 | Belgrado     | 12 oktober 2021  | WK 2022 kwalificatie | Servië − Azerbeidzjan | 3 − 1   |

## Samenvatting
| Competitie        | Totaal gespeeld | Winst Azerbeidzjan | Gelijk | Winst Servië | Doelsaldo Azerbeidzjan – Servië |
| ----------------- | --------------- | ------------------ | ------ | ------------ | ------------------------------- |
| WK-kwalificatie   | 2               | 0                  | 0      | 2            | 2 − 5                           |
| EK-kwalificatie   | 2               | 0                  | 0      | 2            | 1 − 7                           |
| Vriendschappelijk | 1               | 0                  | 0      | 1            | 1 − 4                           |
| Totaal            | 5               | 0                  | 0      | 5            | 4 − 16                          |

Wedstrijden bepaald door strafschoppen worden, in lijn met de FIFA, als een gelijkspel gerekend.

## Details

### Eerste ontmoeting
| EK 2008 kwalificatie (Belgrado, Servië, 2 september 2006): |       |              |
| Servië                                                     | 1 – 0 | Azerbeidzjan |
| Nikola Žigić 72'                                           | goals |              |

### Tweede ontmoeting
| EK 2008 kwalificatie (Bakoe, Azerbeidzjan, 17 oktober 2007): |       | |
| Azerbeidzjan                                                 | 1 – 6 | Servië |
| Samir Aliyev 26'                                             | goals | 4' Zoran Tošić 22' Nikola Žigić 41' Boško Janković 42' Nikola Žigić 75' Milan Smiljanić 84' Danko Lazović |